# 井上卓
井上 卓（いのうえ たく、Taku Inoue、1975年 - ）は、日本の映像ディレクター。株式会社井上卓仕事室代表。

## 来歴・人物
東京工芸大学芸術学部デザイン科卒業。
大学卒業後はゲーム会社に入社していたが、1998年にMTVのStation-IDコンテストに入賞したことをきっかけに、翌年、MTVジャパンに入社。MTVジャパンから分社化したP.I.C.S.を経て、2006年10月に独立し、東京を拠点として活動するフリーランスの映像クリエイターとして活動。2018年には株式会社井上卓仕事室を設立し、代表を務める。
映像クリエイターとしては、CMやミュージックビデオなどのディレクターで活躍。実写やCG、アニメーションなどジャンルは多岐に渡る。ドラマ仕立てのMVなどストーリーのある作品を得意とする。
趣味の一環として紙粘土での立体制作も行っている。2018年秋頃、『トムとジェリー』に登場するネコのキャラクター・トムがアニメ中で散々な目に遭って変形している様を立体表現したものをTwitterに載せたところウェブ上で大きな反響を呼んだ。2019年開催の「誕生80周年 トムとジェリー展 カートゥーンの天才コンビ ハンナ=バーベラ」では、井上が制作した紙粘土を元に様々な形のトムが展示されている。その後はフィギュア「UDF TOM AND JERRY」の原型製作にも携わる。

## 主な作品

### MV
- Dragon Ash
  - 「Episode 4 feat.SHUN,SHIGEO」（2003年）
  - 「運命共同体」（2009年）
- acid android「faults feat.toni halliday」（2003年）
- RIZE「STAND UP」（2005年） - 市村幸卯子と共同監督
- ORANGE RANGE「以心電信 Takkyu Ishino Remix」（2006年）
- ラムジ
  - 「キミと月までも」（2006年）
  - 「ラムンレンジャー」（2008年）
  - 「言葉」（2008年）
  - 「山下祐樹物語」（2013年）　※「THANK YOU SO BEST」特典DVD映像
- Clownfish「君とのサンデイ」（2007年）
- エイジアエンジニア「Oh! Wonderful Life」（2009年）
- J-Min「CHANGE」（2009年）
- Rhythmic Toy World「JIGOKU」（2017年）[6]

### CM
- TOYOTAカローラエンターテインメントムービー バイラルCM「2206年」篇 / 「2306年」篇（2006年）[7]
- フリュー「シネマのフチ子 マナーのススメ!」（2013年）[8]
- 西日本電信電話「フレッツ光 SHINOBI」（2014年）

### 映画
- 隣人13号（2005年） - アニメーション監督

### ゲーム
- モンスターハンターシリーズ[9]
  - モンスターハンター2(Dos)（2006年）「魂を宿す唄」PV
  - モンスターハンター ポータブル 3rd（2010年）OP・生態ムービー
  - モンスターハンター3G（2011年）
  - モンスターハンター4（2013年）
  - モンスターハンター4G（2014年）
  - モンスターハンタークロス（2016年）OP・ED・4大モンスターの生態ムービー
  - モンスターハンター：ワールド（2018年）プロローグ・ED・イベントムービー

### Webアニメ
- POKÉTOON ズルッグとミミッキュ（2020年） - 監督